# Phyllosilicate

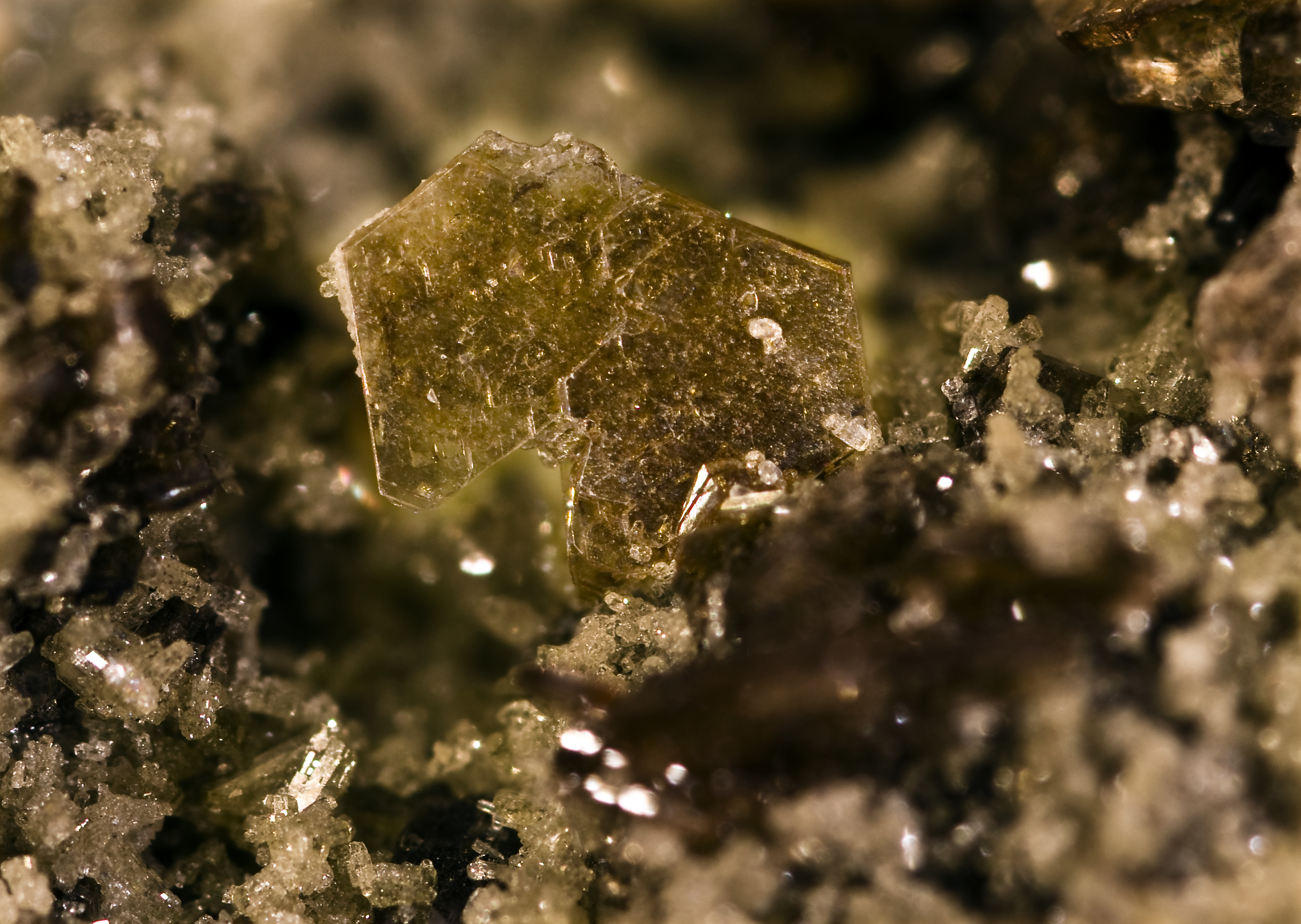
Mica - Phlogopite Monte Somma

Les phyllosilicates sont des minéraux du groupe des silicates construits par empilement de couches tétraédriques (« T ») où les tétraèdres partagent trois sommets sur quatre (les oxygènes « basaux »), le quatrième sommet (l’oxygène « apical ») étant relié à une couche octaédrique (« O ») occupée par des cations différents (Al, Mg, Fe, Ti, Li, etc.).

## Étymologie
Du grec antique φύλλον phyllon, qui veut dire feuille, et du nom du groupe les silicates.

## Synonymie
silicates lamellaires

## Cristallochimie
L’union des couches T et des couches O forme des feuillets, qui représentent l’unité de clivage des phyllosilicates.
Dans la couche T, l’aluminium peut se substituer au silicium, auquel cas la charge négative du groupement est plus élevée ; exemple les micas.
Selon le type de feuillet, les phyllosilicates sont classés dans les groupes suivants :
- Phyllosilicates TO ou 1 : 1,
  - où le feuillet est formé d’une couche T et d’une couche O, l’épaisseur du feuillet étant environ 7 Å :  groupe de la kaolinite-serpentine ;
- Phyllosilicates TOT ou 2 : 1,
  - où le feuillet est formé de deux couches T des deux côtés d’une couche O, l’épaisseur du feuillet étant environ 10 Å : groupe talc-mica-montmorillonite dont de nombreux minéraux sont les principaux constituants des argiles ;
- Phyllosilicates TOT:O ou 2 : 1 : 1,
  - où le feuillet est formé de trois couches TOT et une autre couche O isolée, l’épaisseur du feuillet étant environ 14 Å : groupe des chlorites.

Les phyllosilicates sont classés en deux groupes et trois familles sur la base de l'occupation des trois sites octaédriques indépendants dans la maille primitive. 

### Classification par groupes
Selon que les trois sites cationiques sont occupés par des cations, ou seulement deux sur trois, on distingue deux groupes de phyllosilicates : les trioctaédriques et les dioctaédriques.
La couche O isolée forme aussi des minéraux, et notamment des hydroxydes : la brucite, Mg(OH)2, trioctaédrique, et la gibbsite, Al(OH)3, dioctaédrique.
La formule chimique idéale des minéraux les plus représentatifs est obtenue en partant de celle de la couche tétraédrique - [SinO4n]4n- - et de celle de la couche trioctaédrique - Mg3(OH)6 - ou dioctaédrique - Al2(OH)6 en remplaçant une partie des hydroxyles par des oxygènes apicaux.
| Type de feuillet | Région interfoliaire      | Groupe trioctaédrique              | Groupe dioctaédrique               |
| ---------------- | ------------------------- | ---------------------------------- | ---------------------------------- |
| O                | ---                       | Brucite Mg3(OH)6                   | Gibbsite Al2(OH)6                  |
| TO ou 1 :1       | ---                       | Serpentine Mg3Si2O5(OH)4           | Kaolinite Al2(OH)4Si2O5            |
| TOT ou 2:1       | ---                       | Talc Mg3Si4O10(OH)2                | Pyrophyllite Al2Si4O10(OH)2        |
| TOT ou 2:1       | cation M+ (micas communs) | Phlogopite KMg3AlSi3O10(OH)2       | Muscovite KAl2AlSi3O10(OH)2        |
| TOT ou 2:1       | M2+ (micas cassants)      | Clintonite CaMg3Al2Si2O10(OH)2     | Margarite CaAl2Al2Si2O10(OH)2      |
| TOT:O ou 2:1:1   | couche O trioctaédrique   | chlorites tri-tri Mg6Si4O10(OH)8   | chlorites di-tri Al2Mg3Si4O10(OH)8 |
| TOT:O ou 2:1:1   | couche O dioctaédrique    | chlorites tri-di Mg3Al2Si4O10(OH)8 | chlorites di-di Al4Si4O10(OH)8     |

### Classification par familles
Les trois sites octaédriques peuvent être partiellement ou totalement équivalents en termes de leur occupation et dimension. Ce critère mène à une classification plus détaillée, en trois familles :
1. Famille homo-octaédrique : les trois sites octaédriques sont tous équivalents (contiennent le même cation ou mélange de cations et ont une dimension égale ou très proche) ;
2. Famille méso-octaédrique : deux des trois sites octaédriques sont équivalents, tandis que le troisième se différencie pour son occupation et/ou dimension ;
3. Famille homo-hétéro-octaédrique : les trois sites octaédriques sont tous différents.

La classification par familles est plus précise que celle par groupes. En fait, les phyllosilicates présentent souvent une occupation intermédiaire entre 2 et 3 (un site partiellement occupé, les deux autres complètement occupés) : la classification par groupes devient alors approximative, tandis que celle par famille couvre tous les cas.

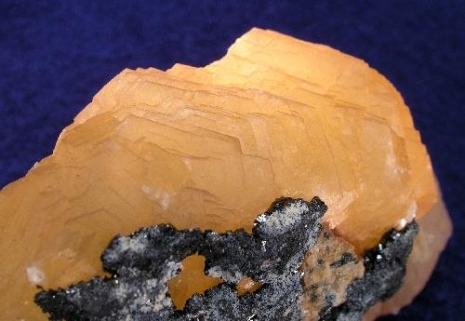
0 - Brucite
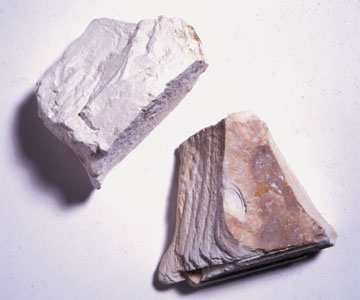
TO ou 1 :1 - Kaolinite
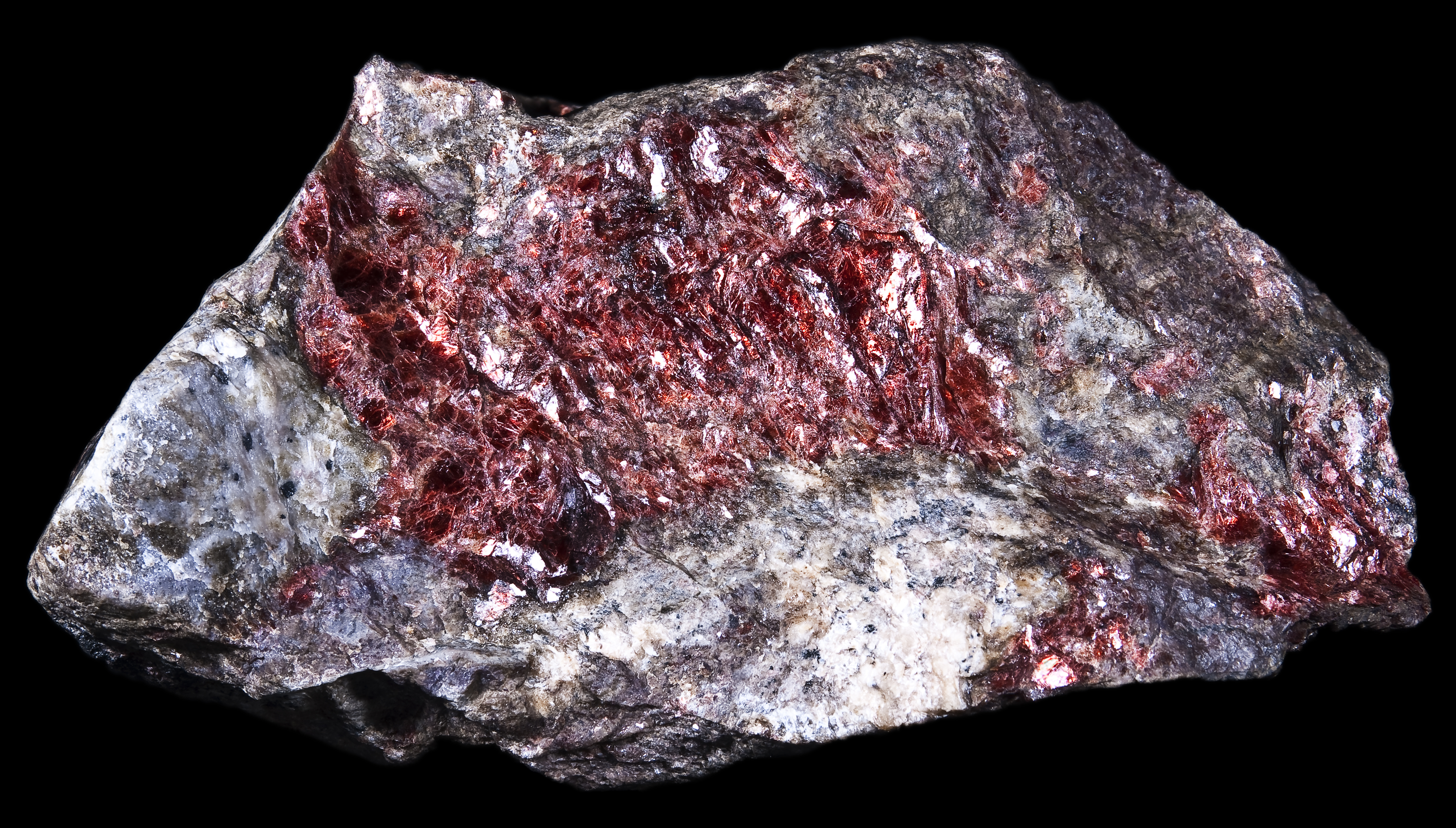
TOT ou 2:1 - Alurgite
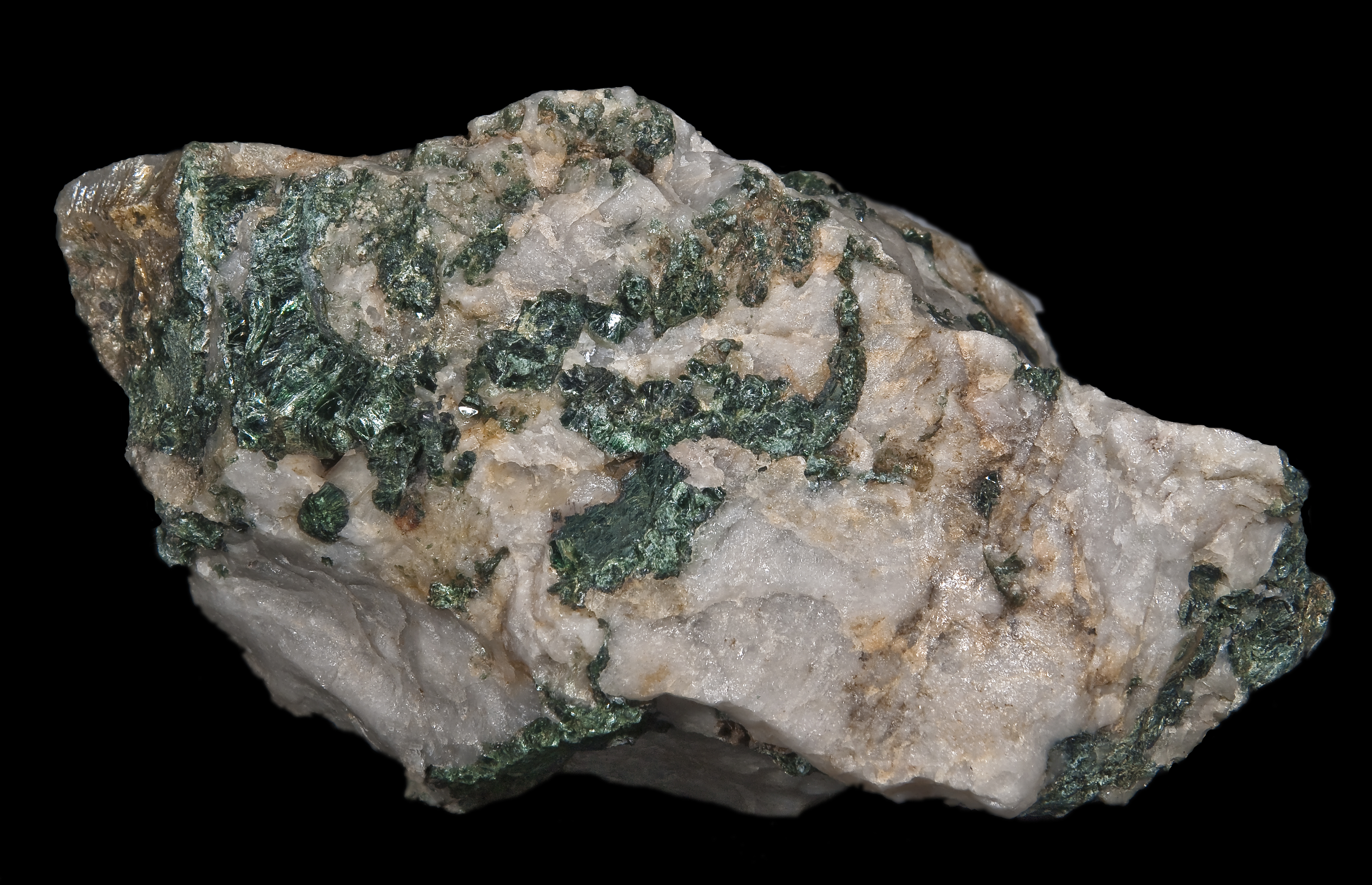
TOT:O ou 2:1:1 - Chamosite